# Villa Sibenaler

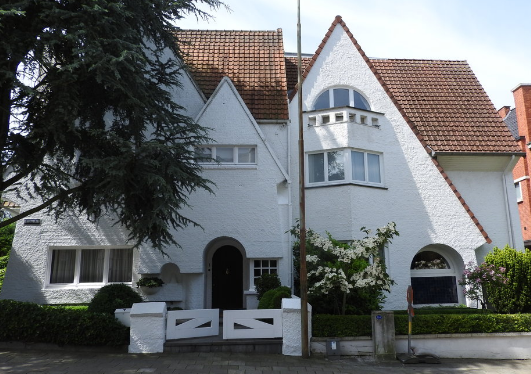
Villa Sibenaler (links). Bron: Agentschap Onroerend Erfgoed

Villa Sibenaler is een in regionalistische stijl gebouwde villa in Oud-Heverlee. De villa werd in 1935 ontworpen door de architect M. Steylen in opdracht van professor Nicolas Sibenaler (Remich, 1865 - Leuven, 1946). Nicolas Sibenaler was gehuwd met Berthe Gottigny (Aalst, 1875 - Elsene, 1972) die een van de eerste vrouwelijke burgemeesters van België was.

## Beschrijving
Villa Sibenaler is een hoekwoning en grenst aan de Kloosterlaan (nr. 1) en de Waversebaan in Oud-Heverlee. De woning bestaat uit twee verdiepingen met daarboven een zolder. Het geheel wordt overdekt met een rood pannen zadeldak. De voorgevel van de villa is gericht naar de Kloosterlaan, de linkerzijgevel naar de Waversebaan. De gevels zijn afgewerkt met wit korrelig pleisterwerk. Zowel de voor- als de zijgevels zijn voorzien met scherpe puntgevels. Een oculus siert de voorgevel. De halfronde zwevende, ingemetselde bloembak in de voorgevel voegt een decoratief element toe. Aan de kant van de Kloosterlaan ligt een kleine voortuin met laag tuinhek. Een smal tuingedeelte aan de kant van de Waversebaan leidt naar de achterzijde van de woning. De voordeur ligt in een rondboogvormige inkom.
Op het gelijkvloers leidt de voordeur naar een hal die overgaat in een lange gang. Aan de rechterkant ligt de traphal met verbinding naar kelder en zolder. De gang leidt verder naar de keuken in de rechtertravee. De keuken sluit aan bij het terras en vervolgens aan de achtertuin. Een fumoir bevindt zich aan de voorkant van het huis, in de linker venstertravee en is via de entreehal bereikbaar. De woonkamer situeert zich ter hoogte van de grote vensters aan de zijgevel met uitzicht op de Waversebaan. In deze travee bevindt zich een achterkeuken die verbonden is met de keuken in de rechtertravee. De tweede bouwlaag of eerste verdieping, wordt bereikt via de trap in de hal. Op deze verdieping verbindt een gang drie kamers en een badkamer.

## Gekoppelde villa
Tegen de rechtergevel ligt een gelijkaardige tweede villa. De bouwaanvraag voor deze villa werd door Fernand Flour in hetzelfde jaar (1935) als villa Sibenaler ingediend. Architect M. Steylen ontwierp beide villa's in dezelfde stijl. De gekoppelde villa’s staan binnen het Agentschap Erfgoed Vlaanderen genoteerd als 'Gekoppelde villa's Sibenaler en Flour'. Als geheel zijn beide villa's opgenomen in de wetenschappelijke inventaris herinventarisatie bouwkundig erfgoed Heverlee. Deze gekoppelde villa's worden omschreven in de inventaris als erfgoedobjecten met aanwezig erfgoedwaarde.

## Galerij: villa's in regionalistische bouwstijl

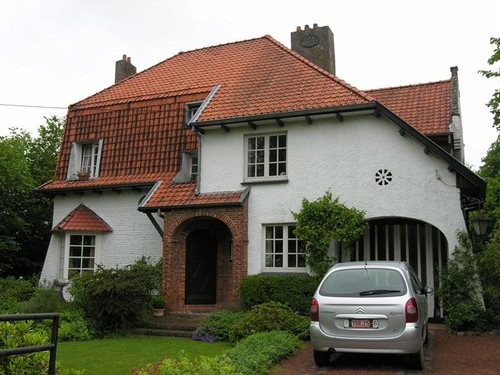
1926 Villa in Dilbeek Bron: Agentschap Onroerend Erfgoed, 2021.
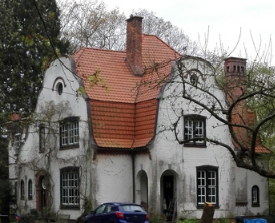
1927 Villa in Heverlee Bron: Agentschap Onroerend Erfgoed, 2021.
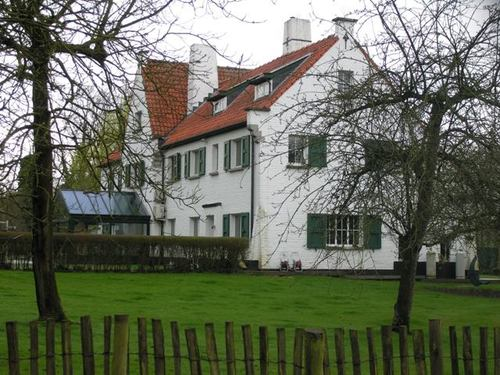
1930 Villa in Leuven      Bron: Agentschap Onroerend Erfgoed, 2021.
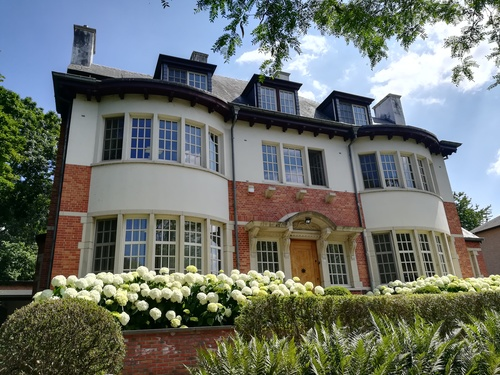
1932 Villa in Heverlee  Bron:Agentschap Onroerend Erfgoed, 2021.
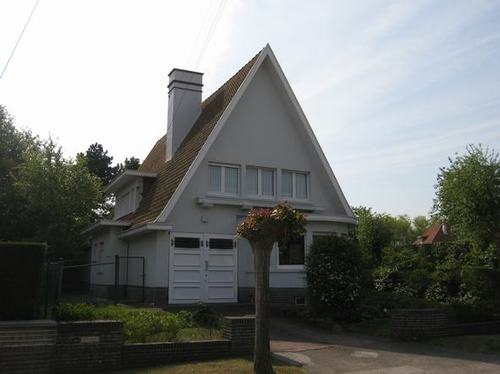
1938 Villa in De Haan Bron: Agentschap Onroerend Erfgoed, 2021.
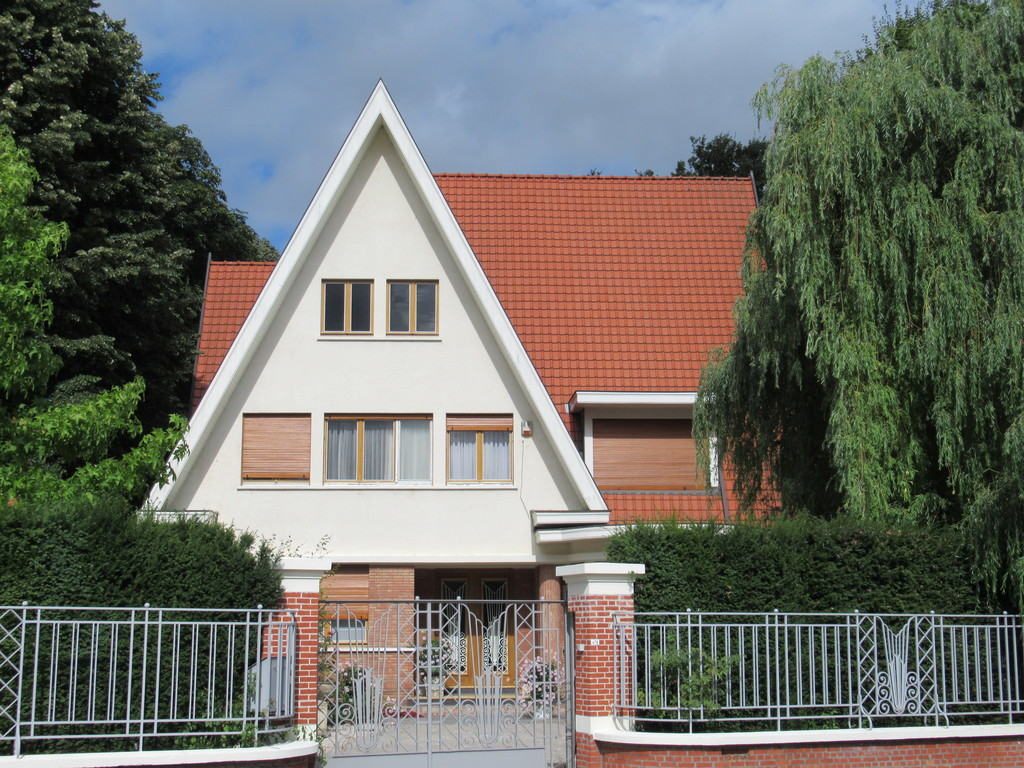
1939 Villa in Heverlee  Bron: Agentschap Onroerend Erfgoed, 2021.